# Fleur Mellor
Fleur Northey Mellor, po mężu Wenham (ur. 13 lipca 1936 w Penshurst) – australijska lekkoatletka specjalizująca się w biegach sprinterskich, złota medalistka letnich igrzysk olimpijskich w Melbourne (1956) w sztafecie 4 × 100 metrów.

## Sukcesy sportowe
| Rok  | Miasto    | Zawody               | Konkurencja        | Wynik       |
| ---- | --------- | -------------------- | ------------------ | ----------- |
| 1956 | Melbourne | igrzyska olimpijskie | sztafeta 4 × 100 m | złoty medal |

## Rekordy życiowe
- bieg na 100 metrów – 11,9 – 1956